# روبوكوب (فلم 2014)
روبوكوب (بالإنجليزية: RoboCop) هو فيلم خيال علمي وحركة أمريكي صدر في 2014 من إخراج جوزيه باديا. هو إعادة صنع لفيلم روبوكوب (1987)، وهو أيضاً ريبوت لسلسلة أفلام روبوكوب، جاعلاً إياه الفيلم الرابع ضمن السلسلة. روبوكوب من بطولة جويل كينمان وغاري أولدمان ومايكل كيتون وصامويل جاكسون وآبي كورنيش.
في شيكاغو سنة 2028، يتعرض الشرطي أليكس ميرفي لانفجار سيارة تصيبه بجروح بليغة فترى شركة تقنيات روبوتات «أومني كورب» فرصتهم هنا لصنع شرطي جزء منه بشري وجزء آخر روبوت.
صدر الفيلم في الشرق الأوسط في 6 فبراير، 2014 وفي الولايات المتحدة في 12 فبراير، 2014.

## طاقم التمثيل
- جويل كينمان بدور «أليكس ميرفي»، أحد عناصر شرطة شيكاغو يتعرض لانفجار ويتحول إلى سايبورغ روبوكب.
- غاري أولدمان بدور «الدكتور دينيت نورتون».
- مايكل كيتون بدور «ريمون سيلرز».
- صامويل جاكسون بدور «باتريك» بات«نوفاك».
- آبي كورنيش بدور «كلارا ميرفي».
- جاكي ايرل هالي بدور «ريك ماتوكس».
- مايكل كينيث ويليامز بدور «جاك لويس».
- جنيفر إل بدور «ليز كلاين».
- جاي باريشول بدور «توم بوب».

## الميزانية والإيرادات
كلف الفيلم ميزانية 100 مليون دولار وحقق أرباح تقدر بـ 242.7 مليون دولار.